# Robur il conquistatore
Robur il conquistatore (Robur le Conquérant) è un romanzo fantascientifico scritto da Jules Verne nel 1886. Il suo seguito verrà pubblicato nel 1904 con il titolo Padrone del mondo (Maître du Monde).

## Trama
L'ingegnere Robur cattura Phil Evans e Zio Prudenza, insieme al domestico di colore di quest'ultimo, Frycollin, per dimostrare al mondo le virtù degli apparecchi più pesanti dell'aria. Per dimostrarlo conduce il segretario ed il presidente del Weldon Institute di Filadelfia in un viaggio attorno al mondo, a bordo del suo vascello-aeromobile, l'Albatross.

## Personaggi
- Robur: soprannominato beffardamente "il conquistatore", titolo che - con orgoglio - fa immediatamente suo. Ha realizzato un elicottero a forma di vascello volante, sorretto da decine di eliche, l'Albatros e sostiene la superiorità dei mezzi volanti più pesanti dell'aria (aerei ed elicotteri) contro l'aerostatica. "Una figura d'impostazione addirittura geometrica: una specie di trapezio regolare. [..] petto largo [...] niente baffi, niente favoriti: una barba corta e larga da marinaio [...] lasciava scopert(a) [...] la mascella, i cui muscoli dovevano avere una potenza formidabile" (dalla descrizione di Robur). Il suo nome, in latino, significa "forza". I tiri bizzarri descritti all'inizio del libro (musica che proviene dal cielo, bandiere sulla cima degli edifici) sono tutti opera sua. Un genio dal fisico robusto e dal carattere umorale.
- Membri vari e assortiti del Weldon Institute, un club di fanatici dell'aerostatica (mongolfiere, dirigibili e tutto quanto vola più leggero dell'aria). In particolare, si segnalano: 
  - Zio Prudenza (Uncle Prudent): il ricchissimo e audacissimo presidente del Weldon Institute.
  - Phil Evans: il ricchissimo e fegatoso segretario del Weldon Institute. Cova verso Zio Prudenza (che lo ha battuto nella corsa alla presidenza del club) un feroce odio - letteralmente di tre millecinquecentesimi di millimetro. Tale era la differenza tra i loro "tiri", che, dopo ripetute pareggi nei voti, avevano deciso la presidenza con una singolare gara di precisione (proposta dal signor Jem Cip).
  - Frycollin: è il cameriere di Zio Prudenza, e, a differenza dei due miliardari, è debole e codardo.

## Macchine volanti
- L'Albatross: è la macchina volante realizzata da Robur. Sostanzialmente è un elicottero, con 37 eliche verticali e spinto da due propulsori (eliche orizzontali, la prima a poppa e la seconda a prua), campeggia sulle copertine delle edizioni del libro. La sua propulsione è presumibilmente elettrica, ma questa dichiarazione è fornita dall'autore come una congettura, insieme all'idea che l'elettricità venga tratta direttamente dall'atmosfera. Il materiale che lo costituisce è una sorta di cartone ipercompresso e impermeabilizzato.
- Go Ahead: dirigibile a due eliche (la prima anteriore e la seconda posteriore) realizzato dal Weldon Institute.

## Riferimenti ad altre opere di Verne
- Nel primo capitolo appare un richiamo a I cinquecento milioni della Bégum (prima edizione Oscar Mondadori, pag. 12).

## Edizioni italiane
- Robur il Conquistatore, traduzione di Mina Corbella, Milano, Morreale Editore, 1923.
- Robur il Conquistatore, traduzione di C. Siniscalchi, Milano, Lucchi, 1958.
- Robur il Conquistatore, traduzione di Gildo Dalla Cort., Collana Classici della gioventù n.23, Milano, San Paolo, 1968.
- Robur il Conquistatore, a cura di Giansiro Ferrata e Mario Spagnol, Collana Oscar n.347, Milano, Mondadori, febbraio 1971.
- Robur il Conquistatore. Un biglietto della lotteria, traduzione di Barbara Mirò, Collana Corticelli-Hetzel n.60, Milano, Mursia, 1973.

## Adattamenti
(elenco parziale)

### Cinema
- Il padrone del mondo, regia di William Witney (1961), interpretato da Vincent Price, Charles Bronson e Henry Hull. La pellicola è ispirata al romanzo di Jules Verne Robur il conquistatore del 1886 e al suo seguito Padrone del mondo del 1904.
- L'aeronave di Robur viene mostrata brevemente in una sequenza del film del 1958 La diabolica invenzione, diretto dal cecoslovacco Karel Zeman. Un personaggio dice di conoscerlo personalmente.